# Чина весенняя
Чи́на весе́нняя, сочеви́чник, мышиный горох или петро́в крест (лат. Láthyrus vérnus) — многолетнее травянистое растение рода Чина (Lathyrus) семейства Бобовые (Fabaceae).

## Названия
Кроме научного имени таксона, чина весенняя, как растение заметное и полезное, имеет массу народных обиходных названий, большей частью, местных или диалектных. Прежде всего, среди них выделяется большая группа названий, имеющих общее определение горох или горошек, в том числе, — журавлиный, мышиный, полевой, лесной, боровой, горобиный, дикий или весенний. Кроме того, чину называют сочевицей или сочевичником, воронятником, горлянкой, гуси́ницей или лесовым гусинцом, жабницей, зверцом, кавкой и петровым крестом.

## Ботаническое описание

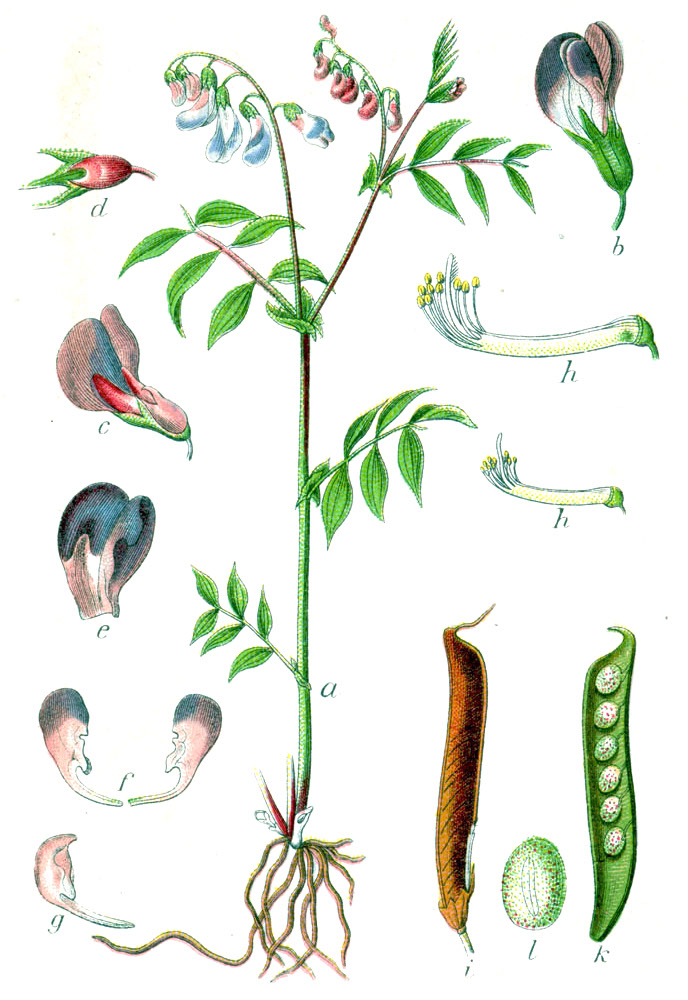

Многолетнее травянистое растение высотой 20–50 см. Корневище толстое, ветвистое, без побегов, с многочисленными тонкими чёрными корнями.
Стебли 25–50 см длиной, прямостоячие, голые, гранистые.
Листья сложные с 2–3(4) парами листочков. Ось листа заканчивается небольшим линейным отростком, близ которого иногда имеется ложноконечный листочек. Листочки яйцевидные или эллиптические, изредка почти ланцетные, длинно оттянуто заострённые, 3–8(9) см длиной, (1)1,5-3(4) см шириной, с обеих сторон голые, редко сверху рассеянно-волосистые, по краю короткореснитчатые, иногда книзу полузавёрнутые. Цветоносы прямостоячие, длиннее листьев.
Кисти рыхлые, 3–10-цветковые. Чашечка 7–9 мм длиной, верхние треугольные зубцы её в два-три раза короче трубки, нижние ланцетные почти равны трубке. Венчик мотылькового типа, пурпурово- или сине-фиолетовые, 15–17 мм длиной. Флаг округло-овальный, постепенно сужен в короткий ноготок. Крылья на узком коротком ноготке. Лодочка одинаковой длины с крыльями, расширяющаяся, на узком ноготке. Завязь может быть мелкожелезистая.
Бобы 3,5–5 см длиной, линейные, голые. Цветёт весной.

## Распространение
Растёт в разреженных хвойных и смешанных лесах, на лугах и среди кустарников.
Встречается в Европе, на Кавказе, на Алтае, в Сибири и в Малой Азии.
На Алтае встречается в борах у Барнаула и далее к юго-востоку по долинам реки Иши у села Верх-Пьянково и реки Бии у сёл Кибезеня и Пыжи.

## Химический состав
В надземной части обнаружены алкалоиды, флавоноиды (гликозиды, кемпферола), антоцианы, витамины. На Алтае чина весенняя содержит 23,4 мг% каротина.
Листья и стебли в фазе вегетации содержат 43,4 мг % каротина.
В абсолютно сухом состоянии содержит 7,1 % золы, 20,5 % протеина, 1,9 % жира, 30,4 % клетчатки, 40,1 % БЭВ.

## Хозяйственное значение и использование

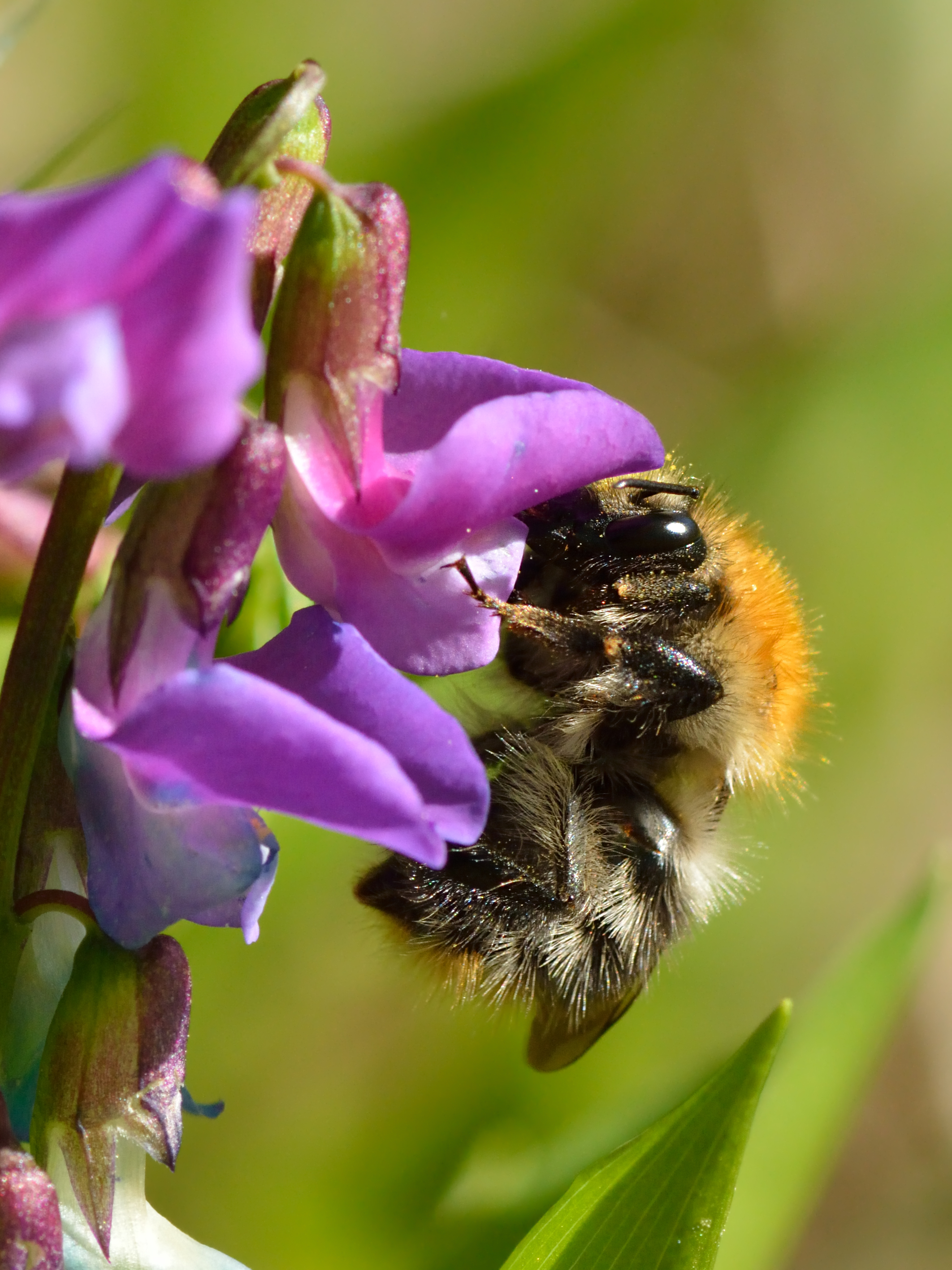

### Медонос
Чина весенняя даёт медоносным пчёлам много нектара и пыльцы-обножки. В нектаре содержится 53,9 % сахара. В широколиственном лесу наибольшая продуктивность нектара 0,6 кг/га при 6 растениях на 1 м². Пыльцевая продуктивность пыльником 0,1 мг, растением 12,9 мг.

### Кормовое растение
Листья и верхняя часть растения поедаются удовлетворительно весной и летом пятнистым оленем. К выпасу не устойчива. Крупным рогатым скотом поедается неохотно. По другим данным хорошо поедается всеми видами сельскохозяйственных животных.

### Декоративное значение
Используется в цветниках как декоративное садовое растение, выведены сорта.

### Лекарственное растение
Чина весенняя широко применялась в народной медицине Древней Руси.
Н. И. Анненков в «Ботаническом словаре», изданном в 1878 году, отмечал:
ИмѢтъ растворяющее дѢствіе и употр. отъ внутренняго разстройства, отъ боли сердца, отъ ранъ (Кіевск.), ногтоѢды (УФ.). Стручья Ѣдятъ отъ зубной боли (Вор.)
В современной народной медицине считается, что трава обладает сердечно-сосудистым, обезболивающим и ранозаживляющим действием.
В Западной Сибири и на Алтае отвар измельчённой сухой травы пьют при заболеваниях нервной системы, при стенокардии. Отвар плодов со стручками принимают при зубной боли. Отвар семян пьют как мочегонное и кровоостанавливающее средство, а также при диарее. Настоем травы полощут рот и горло при воспалительных процессах.

## Классификация

### Таксономия
Lathyrus vernus (L.) Bernh., 1800, Syst. Verz. Erf.: 247
Вид Чина весенняя относится к роду Чина (Lathyrus) подсемейства Мотыльковые (Papilionoideae) семейства Бобовые (Fabaceae) порядка Бобовоцветные (Fabales). Таксономическая схема в соответствии с Системой APG IV по состоянию на декабрь 2023 года:
|  |                                      |  |                                   |                                   |                   |  | ещё 3 семейства | ещё 3 семейства   |                          |  |  |  | еще 523 рода                                                     | еще 523 рода  |  |  |
|  |                                      |  |                                   |                                   |                   |  | ещё 3 семейства | ещё 3 семейства   |                          |  |  |  | еще 523 рода                                                     | еще 523 рода  |  |  |
|  |                                      |  |                                   | порядок Бобовоцветные             |                   |  |                 |                   | подсемейство Мотыльковые |  |  |  |                                                                  | Чина весенняя |  |  |
|  |                                      |  |                                   | порядок Бобовоцветные             |                   |  |                 |                   | подсемейство Мотыльковые |  |  |  |                                                                  | Чина весенняя |  |  |
|  | отдел Цветковые, или Покрытосеменные |  |                                   |                                   | семейство Бобовые |  |                 |                   | род Чина                 |  |  |  |                                                                  |               |  |  |
|  | отдел Цветковые, или Покрытосеменные |  |                                   |                                   |                   |  |                 |                   |                          |  |  |  |                                                                  |               |  |  |
|  |                                      |  | ещё 63 порядка цветковых растений | ещё 63 порядка цветковых растений |                   |  |                 | еще 5 подсемейств | еще 5 подсемейств        |  |  |  | еще 214 подтвержденных видов и 19 видов, ожидающих подтверждения |               |  |  |
|  |                                      |  |                                   | ещё 63 порядка цветковых растений |                   |  |                 |                   | еще 5 подсемейств        |  |  |  |                                                                  |               |  |  |

### Синонимы
- Lathyrus flaccidus (Kit. ex Rchb.) Dalla Torre & Sarnth.
- Lathyrus gaudinii Rouy
- Lathyrus gracilis (Gaudin) Ducommun
- Lathyrus vernus f. albescens Hadač
- Lathyrus vernus f. angustifolius (Endl.) Bolzon
- Lathyrus vernus f. gracilis (Gaudin) Asch. & Graebn.
- Lathyrus vernus f. macranthus (Rohlena) Bässler
- Lathyrus vernus f. roseus Beck
- Lathyrus vernus f. variegatus J.Schust.
- Lathyrus vernus prol. gaudinii Rouy
- Lathyrus vernus subsp. flaccidus (Ser.) Arcang.
- Lathyrus vernus subsp. gracilis (Gaudin) Arcang.
- Lathyrus vernus subsp. vernus
- Lathyrus vernus subvar. albiflorus (Rchb.) Rouy
- Lathyrus vernus var. albiflorus (Rchb.) Wohlf.
- Lathyrus vernus var. albiflorus (Rchb.) Asch. & Graebn.
- Lathyrus vernus var. angustifolius (Endl.) Rouy
- Lathyrus vernus var. flaccidus (Ser.) Ducommun
- Lathyrus vernus var. gracilis (Gaudin) Wohlf.
- Lathyrus vernus var. latifolius (Schur) Rouy
- Lathyrus vernus var. macranthus Rohlena
- Lathyrus vernus var. rigidus Fiori
- Lathyrus vernus var. roseus Asch. & Graebn.
- Menkenia verna (L.) Bubani
- Orobus angustistipulatus Gand.
- Orobus flaccidus Kit. ex Rchb.
- Orobus flaccidus (Ser.) Kit.
- Orobus gracilis Gaudin
- Orobus longifolius Kit.
- Orobus pauciflorus Kit.
- Orobus praecox Lilja
- Orobus purpureocaeruleus Gilib.
- Orobus ruscifolius Willd. ex Poir.
- Orobus sylvaticus Baumg.
- Orobus vernus L.
- Orobus vernus f. latissimus C.G.Westerl.
- Orobus vernus subsp. flaccidus (Ser.) Nyman
- Orobus vernus var. albidus Döll
- Orobus vernus var. albiflorus Rchb.
- Orobus vernus var. angustifolius Endl.
- Orobus vernus var. angustissimus Neilr.
- Orobus vernus var. flaccidus Ser.
- Orobus vernus var. gracilis (Gaudin) W.D.J.Koch
- Orobus vernus var. latifolius Schur
- Orobus vernus var. medius Simonk.
- Orobus vernus var. ruscifolius (Willd. ex Poir.) Ser.
- Orobus vernus var. subalpinus Schur
- Pisum vernum (L.) E.H.L.Krause